# Frederiksborg (cheval)
Vous lisez un « bon article » labellisé en 2022.
Pour l’article homonyme, voir Frederiksborg.
Le Frederiksborg (danois : Frederiksborgheste) est une race de chevaux de selle et d'attelage, originaire du Danemark. Ses origines sont anciennes, puisque la race a été fondée au XVIe siècle dans les haras royaux danois du même nom. Le Frederiksborg est très réputé au XVIIIe siècle pour la cavalerie et la haute école, puis tombe progressivement dans l'oubli à la suite d'une exportation massive des meilleurs sujets et d'un engouement de plus en plus fort pour les chevaux de type Pur-sang. Sauvé par des éleveurs privés, avec une réorientation progressive vers l'attelage et la selle, le Frederiksborg reste un cheval confidentiel, avec des effectifs faibles.
D'aspect général, c'est un cheval puissant, aux lignes rondes, aux membres forts et aux pieds durs. Il est presque toujours de robe alezan, souvent avec des crins lavés et des marques blanches.
C'est un cheval polyvalent, utilisé aussi bien sous la selle pour du dressage classique qu'en attelage, où son action relevée au trot est particulièrement notable. Il a participé à la création du Knabstrup et du Danois sang-chaud. Considéré comme le cheval danois national, il est statufié devant le palais Amalienborg à Copenhague.

## Dénomination et source
Cette race de chevaux doit son nom au roi de Danemark Frédéric II ; elle s'appelle Frederiksborgheste  en danois. Elle fait l'objet d'un ouvrage dédié, avec la race voisine du Knabstrup, publié par Bent Branderup en 2016 : Royal Danois: Frederiksborger – Knabstrupper. Cependant, Royal Danois n'est qu'une marque promue par M. Neubauer (le plus grand éleveur de Knabstrup de son époque) pour mettre en avant ses lignées.

## Histoire

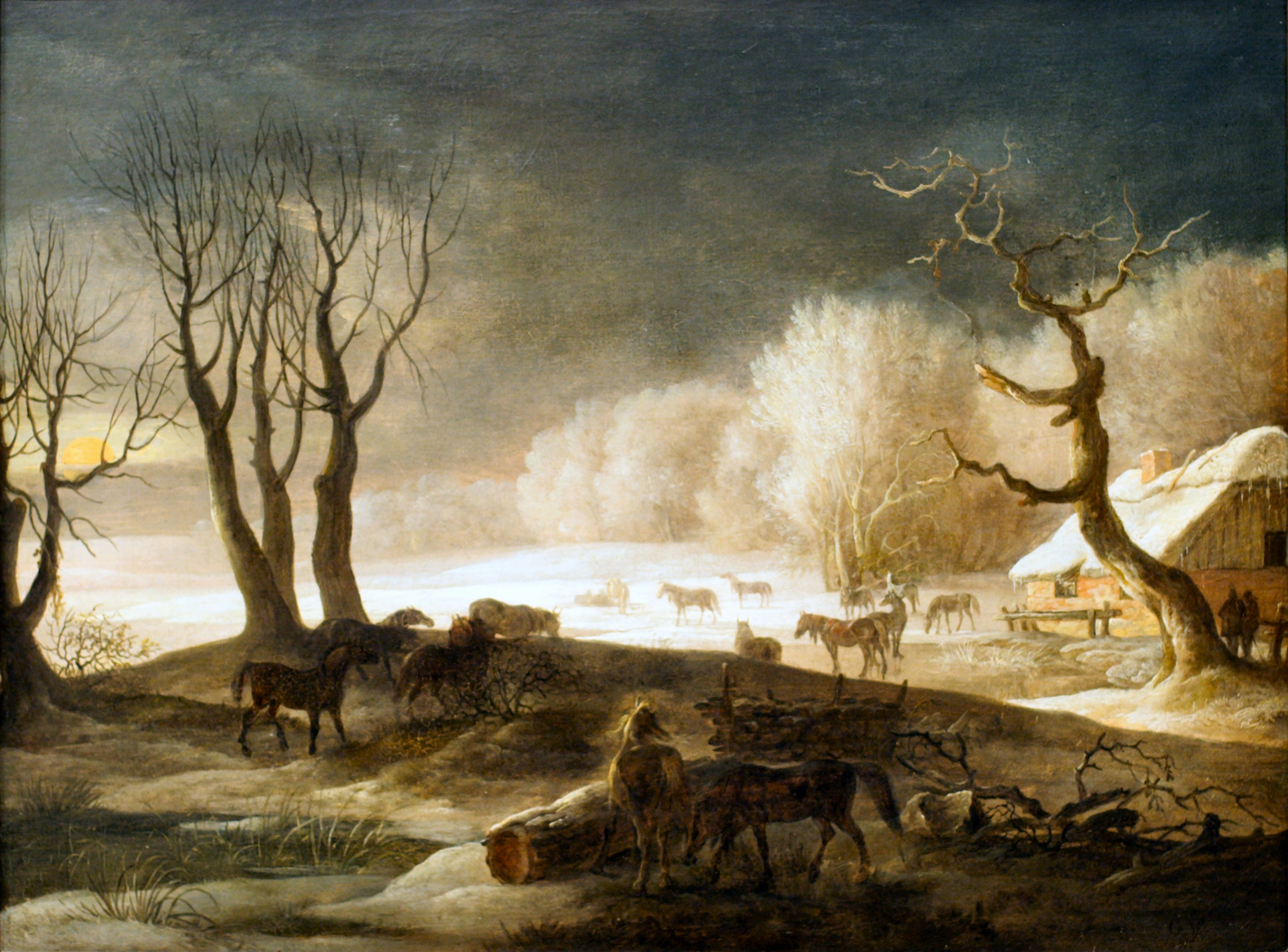
Les haras royaux de Frederiksborg en 1831, par Christian David Gebauer.

Le Frederiksborg est l'une des plus anciennes, sinon la plus ancienne race chevaline originaire du Danemark,. 
Dès le XVIe siècle, le royaume du Danemark est le principal fournisseur de chevaux de selle et d'attelage élégants en Europe. En 1562, le roi Frédéric II (1534-1588) fonde près de Copenhague les haras royaux de Frederiksborg,,,,,, dans le monastère d'Esrom. L'objectif est de faire naître des chevaux de dressage, aptes à la haute école, très en vogue à l'époque, ce qui débouche également sur un élevage de chevaux militaires de qualité. Le cheptel originel est composé de chevaux espagnols,. Le roi Christian IV (1577-1648) reprend la direction de ce haras après son père. 
En 1620, le haras est transféré à Sparepenge, et bénéficie des efforts du baron von Haxthausen pour construire la réputation de ses chevaux. Les premiers poulains sont issus de juments danoises croisées avec des chevaux napolitains et andalous,,, importés sur ordre de Christian IV. Les croisements se précisent à partir de 1660, notamment pour harmoniser le modèle et les couleurs de robe. À partir de 1680, les juments reproductrices sont séparées et classées en fonction de leur couleur. Le résultat obtenu est un cheval aussi bien apte à la haute école, qu'à la cavalerie et à l'attelage, pour tracter les carrosses royaux,,, capable d'impressionner en parade. Il existe cependant deux types distincts : un destiné à la selle doté d'allures souples, et un plus grand et lourd pour l'attelage, sélectionné sur une couleur de robe homogène. Au XVIIIe siècle, la race acquiert une grande renommée dans toute l'Europe,,,, sa période de gloire s'étendant du XVIIe siècle au XIXe siècle. Ce cheval est alors surnommé le « Danoisé ». 
Le haras est transféré à Hillerödsholm en 1720, et devient l'un des principaux centres d'élevage de chevaux de selle et de bataille de qualité. Entre 1700 et 1770, seuls les croisements en race pure sont autorisés par ce haras. On recense à cette époque près de 800 animaux. Le haras fait appel, à partir du XIXe siècle, à des chevaux arabes turcs, des chevaux hollandais et des Pur-sang anglais en croisement,, rapprochant le modèle du cheval de selle, doté d'une action haute.

### Déclin et sauvegarde

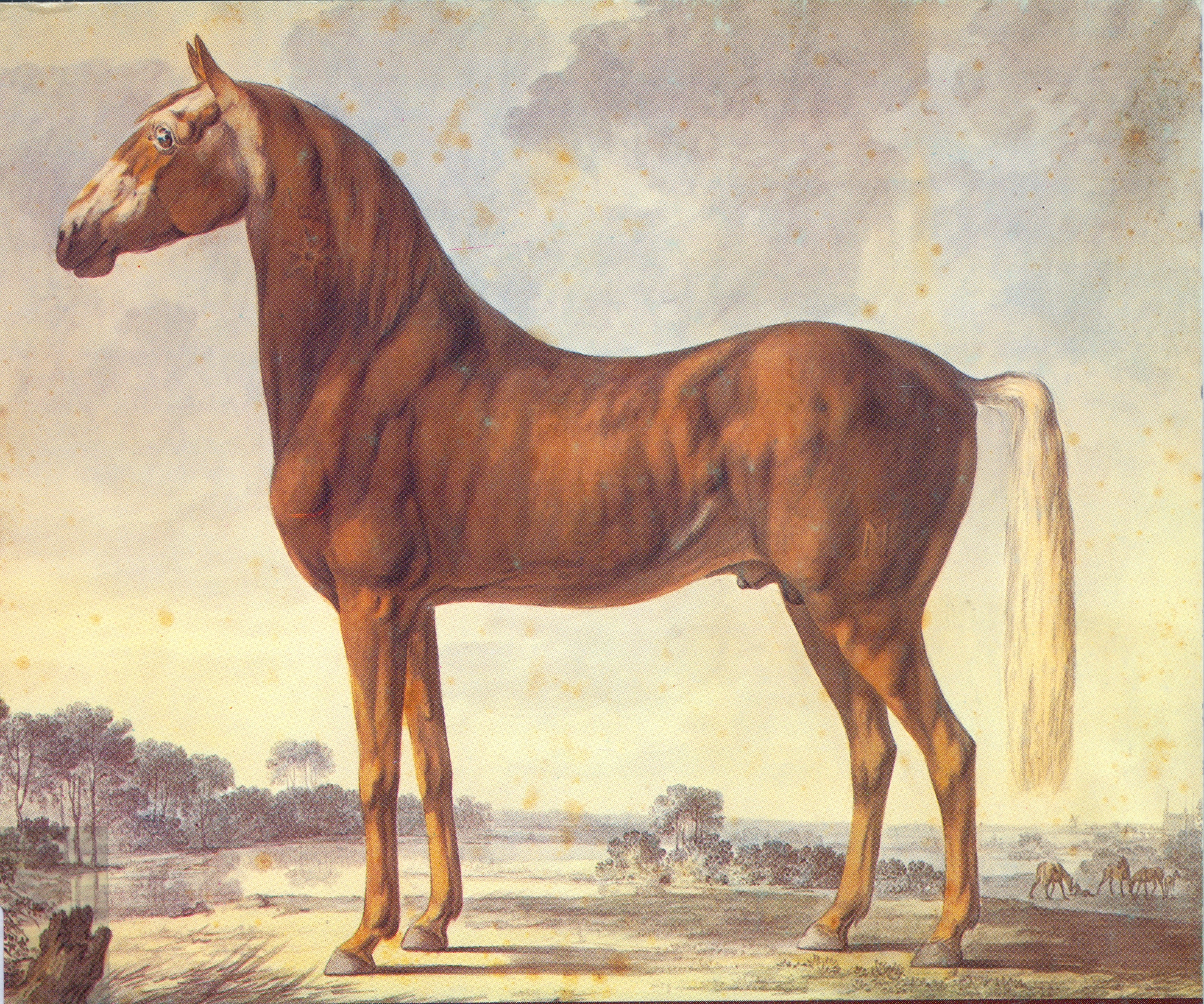
Un cheval Frederiksborg vers 1830, par Christian David Gebauer.

La race est cependant rapidement victime de son succès,,. Le Danemark fait banqueroute en 1813, de nombreux chevaux sont alors vendus à l'étranger et le cheptel local tend à s'appauvrir au fil des années. Le Frederiksborg commence alors à décliner,,. Le haras ferme ses portes en 1839,,, ce qui nuit très fortement à la race. Face à l'engouement pour les chevaux de type Pur-sang, le Frederiksborg est sur le point de disparaître : des éleveurs privés tentent de le maintenir en le croisant au Pur-sang pour limiter sa consanguinité, et en orientant son élevage vers l'attelage et le travail agricole,,,, ce qui raréfie le modèle de selle. Un stud-book est ouvert en 1861 aux chevaux d'origines Frederiksborg, Pur-sang, Arabe, et allemandes. Cela lui fait perdre son type, aussi des efforts pour retrouver l'ancienne race sont entrepris à partir de 1900. 
Un stud-book est rouvert en 1923, année de la reconnaissance officielle de la race,. À partir de 1939, avec la fin du cheval agricole et utilitaire, l'élevage reprend et s'oriente vers le cheval de selle et de loisir,. Des croisements avec le Frison, l'Oldenbourg, le Jutland, le Pur-sang et l'Arabe sont alors réalisés,,,. Le Frederiksborg est depuis une race à faible effectif, qui présente peu de ressemblance avec les spécimens historiques,. Son stud-book est refermé en 1987.
En 1993, ce stud-book compte 37 étalons reproducteurs approuvés, pour 307 juments poulinières. Dans les années 1980 et 1990, une mode pour le cheval baroque conduit à la vente de sujets en Allemagne. Un programme de sauvegarde est mis en place en 1997, à travers un soutien financier aux éleveurs propriétaires d'étalons ayant au moins 15/16e d'origines Frederiksborg. En 2003, un nouveau programme arrive en soutien des races nationales danoises, en vue de stopper la baisse constante des effectifs.

## Description

### Taille et poids
Les données de référence enregistrées sur la base DAD-IS sont de 1,60 m pour 600 kg en moyenne chez les juments, et 1,64 m pour 650 kg chez les mâles. 
D'autres auteurs fournissent des données de taille. Il mesure de 1,52 m à 1,61 m selon Caroline Silver (1984), 1,55 m à 1,62 m d'après le guide Delachaux, 1,55 m à 1,63 m selon l'autrice tchèque Helena Kholová, 1,55 m à 1,65 m selon Bongianni et CAB International (2016), de 1,52 m à 1,65 m selon Gianni Ravazzi, 1,60 m en moyenne selon Brengard.

### Morphologie
Alors qu'il présentait à l'origine l'influence du cheval ibérique, le Frederiksborg a beaucoup évolué depuis. C'est désormais un cheval Warmblood lourd de sport et d'attelage,, qui présente la morphologie typique du cheval d'attelage et le modèle du cheval baroque, avec un type médioligne. Caroline Silver le décrit cependant comme un cheval de trait. D'après l'auteur italien Gianni Ravazzi, d'aspect général, c'est un cheval puissant, aux lignes rondes et aux membres forts.

#### Tête
La tête est proportionnée au corps et relativement longue. Elwyn Hartley Edwards et Kholová lui décrivent une tête intelligente,, et l'auteur autrichien Martin Haller une « expression noble », alors que Silver déplore une « tête peu distinguée ». L'expressivité de la tête constitue une caractéristique indispensable à un cheval baroque. Le front est large. Le profil de tête est rectiligne selon Bonnie lou Hendricks (université de l'Oklahoma) et Bongianni, qui la décrit comme parfois moutonnée. Elle est légèrement convexe selon le guide Delachaux et Haller, fréquemment convexe selon Brengard et Silver. Les oreilles sont droites et mobiles, et les yeux expressifs,, et intelligents.

#### Avant-main
L'encolure est courte et plutôt forte,,, arquée (rouée) ou droite, portée haut, et musclée,,, bien attachée et proportionnée au corps. Le garrot est large et musclé, peu saillant selon la majorité des auteurs,,, assez relevé selon Bongianni. Le poitrail est large,, et profond, la poitrine ample, et les épaules puissantes et inclinées,,,, (Edwards les décrit comme parfois droites), souvent courtes, mais amples.

#### Corps, arrière-main et membres
La ligne dorso-lombaire est plutôt droite. Le corps est assez long et profond dans sa partie médiane selon Haller, avec notamment un dos long,,, mais robuste et large ; Bongianni décrit au contraire un dos court. Le passage de sangle est profond, donc adapté à l'utilisation,. Les côtes sont arrondies. Le rein est large, droit, fort et musclé. La croupe est ronde selon Hendricks et Bongianni, rectiligne selon Haller et Edwards, forte,, large et courte. La queue est bien attachée et portée haut,. Les membres sont puissants, longs, bien développés et solides. Les articulations sont correctes, les jarrets d'aplomb, et les boulets sont ornés de fanons peu abondants. Les tendons sont bien dessinés. Les pieds sont assez petits, robustes, bien formés, et durs,.

### Robes
Selon une partie des auteurs, le Frederiksborg présente toujours une robe alezane,,,, alors que d'autres indiquent l'alezan comme étant la robe la plus fréquente,,,. DAD-IS indique que toutes les couleurs de robe sont acceptées.
Le Frederiksborg est soupçonné de porter une variante génétique du blanc dominant, en raison de la mention de chevaux de robe blanche par Alfred Sturtevant en 1912, et de la présence historique de chevaux décrits comme albinos au haras de Frederiksborg.
La crinière et la queue sont généralement plus claire (alezan crins lavés), sous l'action du gène flaxen,. Les marques blanches en tête et les balzanes sont fréquentes,.

### Tempérament et allures
Le tempérament est décrit comme tranquille mais actif,, travailleur, volontaire et docile,,. Il est réputé pour son action relevée, ronde et droite, et notamment son trot relevé et fluide, particulièrement apprécié en attelage,. Son dressage peut demander du temps.

### Sélection
L'orientation d'élevage moderne privilégie la selle plutôt que l'attelage.
Pour être considéré comme Frederiksborg, donc inscrit au stud-book, un cheval doit avoir au moins 50 % d'origines Frederiksborg ; une autre source scientifique indique 6/8e d'origines Frederiksborg obligatoires. Depuis 1950, les croisements avec l'Arabe et les chevaux warmblood représentent moins de 5 % des influences sur la race. Il n'est pas jugé souhaitable, par la majorité des éleveurs, de revenir au type du XVIIIe siècle. Les croisements avec des étalons d'autres races sont autorisés, mais une partie des éleveurs souhaitent conserver des lignées pures. La surveillance de la race est assurée par la Frederiksborg Hesteavlsforeningen.
En 2005, le Frederiksborg n'était pas conservé par la Nordisk Genbank Huysdyr (un organisme de protection des races animales de ferme rares des pays du nord de l'Europe), malgré ses effectifs très bas. D'après une étude menée sur la viabilité de cette race de chevaux, et publiée en 2009, elle pourrait être menacée d'extinction dans 40 ans ; afin de l'en prémunir, 30 % de juments de plus devraient se reproduire. Ce fait pourrait découler des pratiques s'élevage : un faible nombre d'étalons dominent le marché, et sont maintenus à la reproduction jusqu'à ce qu'ils soient très vieux. En 2017, le sperme de 10 étalons est conservé par cryogénisation afin d'assurer la sauvegarde de la race.

## Utilisations
Le Frederiksborg est un cheval polyvalent. Il est utilisé aussi bien pour la selle et l'attelage que pour la traction agricole et la traction légère,,, ou la traction lourde et rapide. Il peut concourir à l'attelage combiné. Il est aussi présent en dressage, tout particulièrement lors de reconstitutions de la tradition de haute école du XVIIIe siècle.

### Influence sur d'autres races

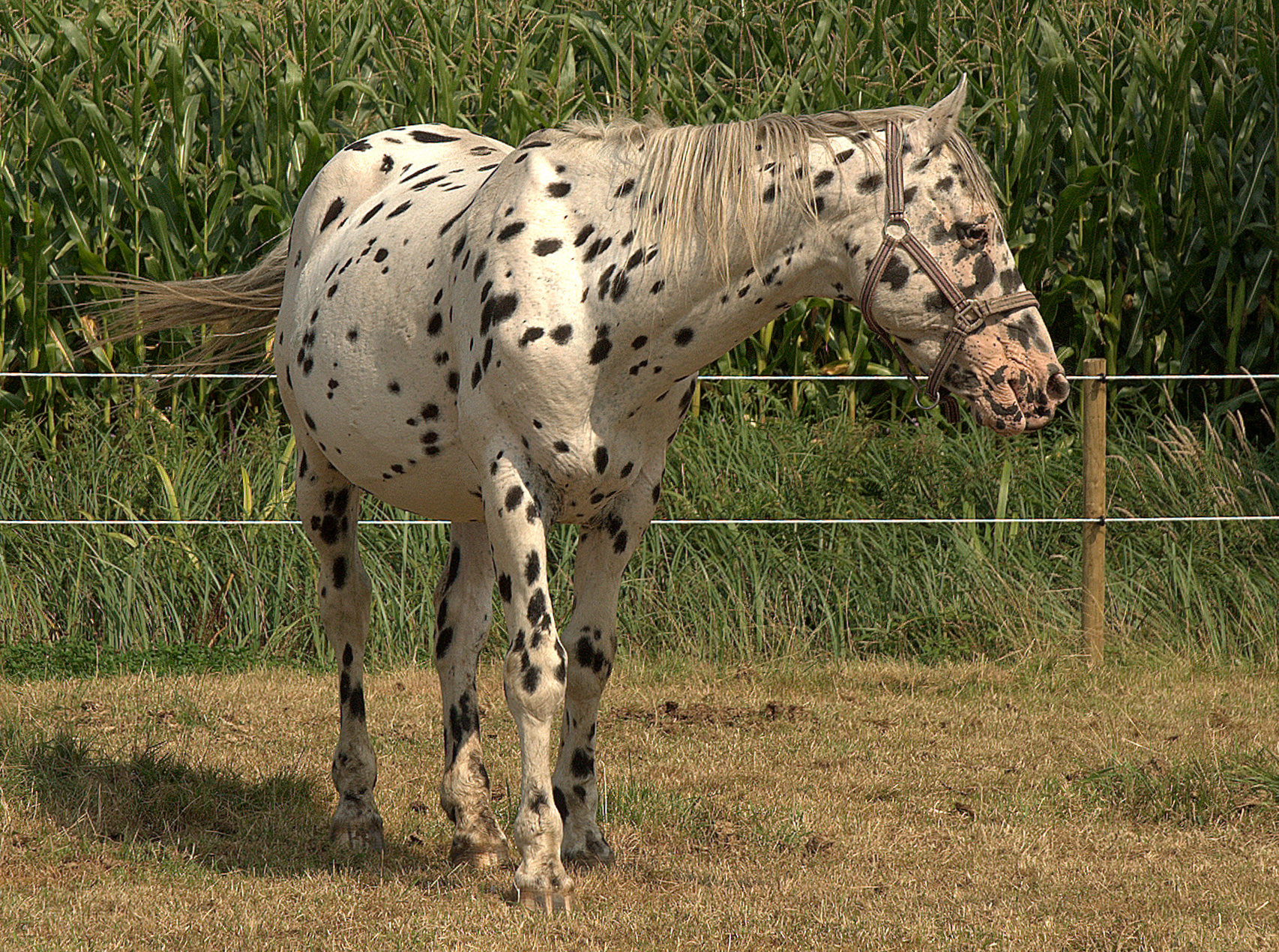
Un Knabstrup, une race influencée par le Frederiksborg.

Le Frederiksborg a influencé de nombreuses autres races de chevaux, tout particulièrement pendant sa période de gloire et d'exportations à travers l'Europe. Pluto, un étalon fondateur d'une des lignées du Lipizzan, est né en 1765 au haras de la cour royale danoise,,, ; le Lipizzan est donc décrit comme un cheval influencé par le Frederiksborg. La jument danoise Polkan a influencé pour sa part le Trotteur Orlov. Utilisé en croisement avec le Pur-sang, le Frederiksborg a donné naissance au Danois sang-chaud,. Il est également entré en croisement avec le Jutland au XVIIIe siècle pour améliorer ses allures, la race ayant depuis évolué indépendamment,.
Il est en partie à l'origine de la création de la race Knabstrup, qui provient du croisement initial entre un étalon Frederiksborg et une jument à la robe tachetée,,. De fait, le Knabstrup est initialement décrit comme une version plus légère du Frederiksborg, distinguée par sa robe tachetée,. Les analyses génétiques confirment la parenté étroite entre le Frederiksborg et le Knabstrub, bien qu'ils restent deux races distinctes en raison de différences dans les stratégies d'élevage mises en œuvre. Le Jutland est moins apparenté, bien qu'il présente aussi des caractéristiques en commun.

## Diffusion de l'élevage
Le Frederiksborg est essentiellement élevé au Danemark, et fait partie du patrimoine génétique animalier de ce pays, dont il est une race locale native,. Il est élevé dans tout le pays, mais plus particulièrement sur les îles de Seeland et de Fionie.
Il est indiqué comme rare sur la base de données DAD-IS, voire très rare, et en danger d'extinction. L'étude menée par l'Université d'Uppsala et publiée en août 2010 pour l'Organisation des Nations unies pour l'alimentation et l'agriculture (FAO) signale le Frederiksborg comme une race locale européenne en danger d'extinction. 
Au début du XXIe siècle, le nombre de juments poulinières est estimé entre 160 et 300. Bien que ses effectifs restent faibles, il n'est pas menacé d'extinction à court terme. 980 têtes sont recensées en 2008, et environ 2 000 têtes recensées durant les années 2010,. En 2017, le dernier effectif recensé se monte à 2 107 chevaux, et est en croissance. 
Par ailleurs, l'ouvrage Equine Science (4e édition de 2012) le classe parmi les races de chevaux de selle peu connues au niveau international.

## Dans la culture

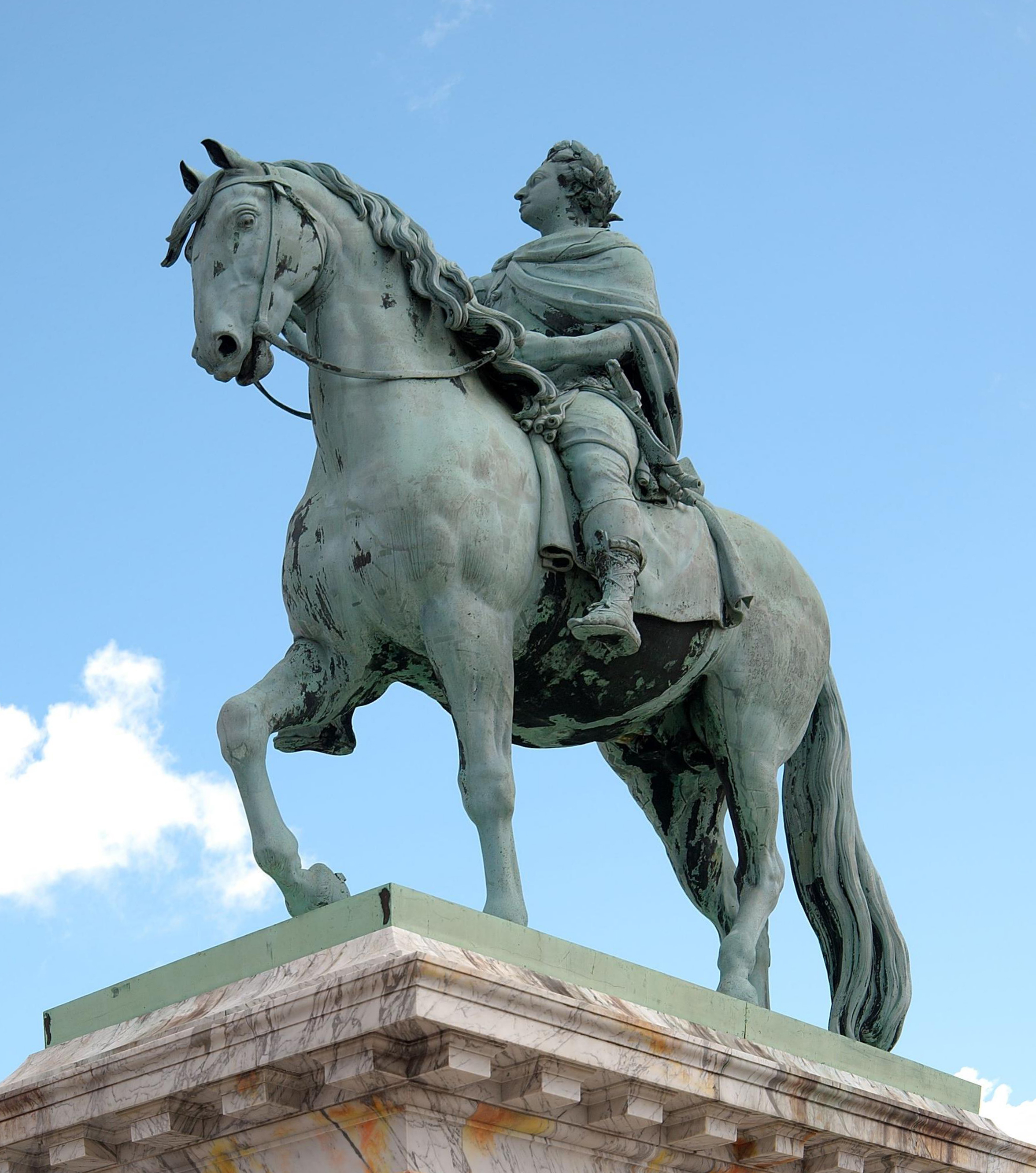
Statue équestre de Frédéric V (roi de Danemark) devant le palais Amalienborg.

Le Frederiksborg est considéré culturellement comme le cheval danois national. 
Une statue équestre située à l'extérieur du palais Amalienborg à Copenhague montre le roi Frédéric V (1723-1766) sur un cheval de race Frederiksborg. La monture a été conçue comme l'idéal chevalin de son époque. La statue a été créée par le sculpteur français Jacques Saly, au XVIIIe siècle, en s'inspirant de 12 étalons du haras royal.